# Yuri Syomin
Yuri Pavlovich Syomin (em russo: Юрий Павлович Сёмин - Oremburgo, 11 de maio de 1947) é um ex-futebolista e treinador de futebol russo que atualmente comanda o Lokomotiv Moscou.

## Infância
Syomin, também grafado como Semin, nasceu em 11 de maio de 1947 na cidade de Oremburgo. Sua família mudou-se para Oryol algum tempo mais tarde. Na infância, demonstrava interesse no futebol, hóquei sobre o gelo, voleibol e atletismo.

## Carreira

### Como jogador
Com apenas 16 anos, enquanto ainda frequentava a escola, Semin iniciou sua carreira de jogador no Spartak Oryol, um time da Segunda Divisão da União Soviética.
Um ano mais tarde, ele foi contratado pelo Spartak de Moscou. Ele marcou os dois primeiros gols do Spartak em uma competição europeia (em 1966, contra o OFK Belgrado).
Aos 20 anos, Syomin mudou de equipe novamente, desta vez rumando ao Dínamo de Moscou, um dos maiores rivais do Spartak. Com este clube, ele conquistou o seu único troféu como jogador, a Taça  Soviética de 1970. 
Já no fim de sua carreira, ele se mudou para outros clubes. Semin jogou no Kairat Almaty (Cazaquistão), Novosibirsk Chkalovets, Lokomotiv Moscovo e Kuban Krasnodar. Ele terminou a sua carreira como jogador relativamente jovem, aos 33 anos.

### Como treinador
Yuri Semin começou sua carreira de treinador em 1983, quando ele foi chamado para salvar o Pamir Dushanbe, uma equipe tajique que disputava a Primeira Liga. Semin conseguiu salvar o Pamir e foi reconhecido pelos tajiques pelo "milagre".
Em 1986, Syomin retorna ao Lokomotiv Moscou, onde passou 19 anos como treinador. Durante o período do seu trabalho. Semin também alcançou o sucesso na Taça, vencendo o Campeonato Soviético uma vez, a Copa da Rússia cinco vezes e chegar à semifinal da Taça dos Clubes Vencedores de Taças por duas vezes.
Em 2005, Syomin deixa o Lokomotiv para treinar a Seleção Russa de Futebol para ajudar o time a se classificar para a Copa do Mundo FIFA de 2006. Ele não conseguiu classificar a equipe para o Mundial da Alemanha e decidiu deixar a equipe nacional. Em novembro de 2005, Semin retornou como treinador do Dínamo Moscovo, mas foi despedido em 2006. Em 2007, ele retornou ao seu querido clube, o Lokomotiv Moscovo, desta vez como presidente, mas um ano depois, seu contrato foi rescindido devido à queda de rendimento da equipe. Desde 2008, Semin treina o Dínamo de Kiev.

## Títulos
Lokomotiv Moskva
- Copa da Rússia: 1995–96, 1996–97, 1999–2000, 2000–01, 2016–17, 2018–19
- Campeonato Russo: 2002, 2004, 2017–18
- Supercopa da Rússia: 2003, 2005, 2019

Dynamo Kyiv
- Ukrainian Premier League: 2008-09